# Natalie Venetia Belcon
Natalie Venetia Belcon (Trinidad, 5 april 1969) is een Amerikaanse actrice en zangeres.

## Biografie
Belcon is geboren in Trinidad maar verhuisde al snel naar de Verenigde Staten. Ze heeft gestudeerd op Carnegie Mellon University in Pittsburgh, en studeerde in 1991 af.
Als zangeres heeft ze meegewerkt aan een musical genaamd The Bubbly Black Girl Sheds Her Chameleon Skin.
Belcon begon in 1992 met acteren in de bekende televisieserie The Cosby Show. Hierna heeft ze nog meerdere rollen gespeeld in televisieseries en televisiefilms zoals Beverly Hills, 90210 (1994-1995), The Education of Max Bickford (2001-2002) en Johnny and the Spirits (2007). Tevens heeft zij meegewerkt aan een aantal videogames.

## Filmografie

### Films
- 1998 Woo – als Hootchie
- 1996 Grace of My Heart – als Betty
- 1993 Sugar Hill – als Lynette

### Televisieseries
Uitgezonderd eenmalige gastrollen.
- 2007 - 2008 Johnny and the Sprites - als Gwen - 7 afl.
- 2007 Damages – als HR Rep – 2 afl.
- 2001 – 2002 The Education of Max Bickford – als Rose Quigley – 7 afl.
- 1996 Diagnosis Murder – als Maya – 2 afl.
- 1994 – 1995 Beverly Hills, 90210 – als Janice Williams – 4 afl.
- 1992 Roc - als Jenise - 2 afl.

### Computerspellen
- 2005 The Warriors – stem
- 2004 Grand Theft Auto: San Andreas – voetganger (stem)

## TheaterwerkBroadway
- 2025 Buena Vista Social Club - als Omara
- 2013-2017 Matilda The Musical - als mrs. Phelps (understudy)
- 2003-2009 Avenue Q - als Gary Coleman (understudy)
- 1996-2008 Rent - als Joanne Jefferson (understudy)

- International Standard Name Identifier: 0000 0000 5387 7931
- Library of Congress Control Number: no2004063218
- MusicBrainz: 8d6a47ea-9abb-4f53-9e0b-54b5749f4108
- Virtual International Authority File: 48941202
- WorldCat: E39PBJwMDHhm98cWxXTPBCPvpP